# Vereaux
Vereaux és un municipi francès, situat al departament de Cher i a la regió de Centre – Vall del Loira. L'any 2007 tenia 168 habitants.

## Demografia

### Població
El 2007 la població de fet de Vereaux era de 168 persones. Hi havia 69 famílies, de les quals 19 eren unipersonals (8 homes vivint sols i 11 dones vivint soles), 19 parelles sense fills, 23 parelles amb fills i 8 famílies monoparentals amb fills.
La població ha evolucionat segons el següent gràfic:
Habitants censats

### Habitatges
El 2007 hi havia 107 habitatges, 68 eren l'habitatge principal de la família, 28 eren segones residències i 10 estaven desocupats. 105 eren cases i 1 era un apartament. Dels 68 habitatges principals, 47 estaven ocupats pels seus propietaris, 18 estaven llogats i ocupats pels llogaters i 4 estaven cedits a títol gratuït; 1 tenia una cambra, 7 en tenien dues, 17 en tenien tres, 16 en tenien quatre i 28 en tenien cinc o més. 47 habitatges disposaven pel capbaix d'una plaça de pàrquing. A 34 habitatges hi havia un automòbil i a 31 n'hi havia dos o més.

### Piràmide de població
La piràmide de població per edats i sexe el 2009 era:
| Homes | Edats   | Dones |
| ----- | ------- | ----- |
| 0     | 95 o +  | 0     |
| 0     | 90 a 94 | 0     |
| 0     | 85 a 89 | 0     |
| 8     | 80 a 84 | 4     |
| 0     | 75 a 79 | 4     |
| 4     | 70 a 74 | 0     |
| 4     | 65 a 69 | 12    |
| 4     | 60 a 64 | 4     |
| 4     | 55 a 59 | 4     |
| 8     | 50 a 54 | 8     |
| 0     | 45 a 49 | 4     |
| 0     | 40 a 44 | 0     |
| 4     | 35 a 39 | 0     |
| 12    | 30 a 34 | 12    |
| 4     | 25 a 29 | 4     |
| 0     | 20 a 24 | 8     |
| 4     | 15 a 19 | 0     |
| 8     | 10 a 14 | 0     |
| 8     | 5 a 9   | 8     |
| 12    | 0 a 4   | 4     |

## Economia
El 2007 la població en edat de treballar era de 103 persones, 73 eren actives i 30 eren inactives. De les 73 persones actives 62 estaven ocupades (34 homes i 28 dones) i 11 estaven aturades (7 homes i 4 dones). De les 30 persones inactives 11 estaven jubilades, 10 estaven estudiant i 9 estaven classificades com a «altres inactius».

### Ingressos
El 2009 a Vereaux hi havia 72 unitats fiscals que integraven 175 persones, la mediana anual d'ingressos fiscals per persona era de 14.511 €.

### Activitats econòmiques
Dels 7 establiments que hi havia el 2007, 1 era d'una empresa de construcció, 1 d'una empresa de comerç i reparació d'automòbils, 1 d'una empresa d'hostatgeria i restauració, 2 d'empreses de serveis i 2 d'empreses classificades com a «altres activitats de serveis».
L'únic servei als particulars que hi havia el 2009 era un restaurant.
L'únic establiment comercial que hi havia el 2009 era una adrogueria.
L'any 2000 a Vereaux hi havia 12 explotacions agrícoles que ocupaven un total de 1.038 hectàrees.

## Poblacions més properes
El següent diagrama mostra les poblacions més properes.